# Хаим, Офир
Офир Хаим (ивр. אופיר חייים‎; род. 21 апреля 1975, Ришон-ле-Цион, Израиль) — израильский футболист и тренер, который является главным тренером национальной сборной Израиля до 19 лет и 20 лет.

## Карьера
В качестве игрока выступал на позиции нападающего. В сезоне 2003/2004 стал лучшим бомбардиром Израильской Премьер-лиги с 16 голами (совместно с Шаем Хольцманом).
С 2012 года Офир Хаим находится на тренерской работе. В 2021 году возглавил юношескую сборную Израиля, вместе с которой добрался до финала Чемпионата Европы (до 19), где их обыграла сборная Англии (1:3). Благодаря этому успеху команда прошла отбор на МЧМ 2023 в Индонезии (позднее перенесён в Аргентину), где в четвертьфинале сенсационно выбила одного из фаворитов турнира — сборную Бразилии. В 2023 году тренировал команду на молодёжном чемпионате мира.

## Личная жизнь
У Хаима трое детей, один из которых страдает аутизмом.